# Municipio de Red Lake Falls
El municipio de Red Lake Falls (en inglés: Red Lake Falls Township) es un municipio ubicado en el condado de Red Lake en el estado estadounidense de Minnesota. En el año 2010 tenía una población de 201 habitantes y una densidad poblacional de 2,28 personas por km².

## Geografía
El municipio de Red Lake Falls se encuentra ubicado en las coordenadas 47°55′12″N 96°19′21″O / 47.92000, -96.32250. Según la Oficina del Censo de los Estados Unidos, el municipio tiene una superficie total de 88.12 km², de la cual 88,03 km² corresponden a tierra firme y (0,1 %) 0,09 km² es agua.

## Demografía
Según el censo de 2010, había 201 personas residiendo en el municipio de Red Lake Falls. La densidad de población era de 2,28 hab./km². De los 201 habitantes, el municipio de Red Lake Falls estaba compuesto por el 91,54 % blancos, el 6,97 % eran de otras razas y el 1,49 % eran de una mezcla de razas. Del total de la población el 8,96 % eran hispanos o latinos de cualquier raza.